# Jocs Mediterranis de 1983
Els novens Jocs Mediterranis es van celebrar a Casablanca (Marroc), del 3 al 7 de setembre de 1983.
Hi participaren un total de 2.180 esportistes (1.845 homes i 335 dones) en representació de 16 estats mediterranis. Es disputaren un total de 162 competicions de 20 esports.

## Medaller
| Pos. | Estat      | Or | Plata | Bronze | Total |
| ---- | ---------- | -- | ----- | ------ | ----- |
| 1    | Itàlia     | 52 | 44    | 47     | 143   |
| 2    | França     | 38 | 41    | 29     | 108   |
| 3    | Espanya    | 18 | 23    | 28     | 69    |
| 4    | Iugoslàvia | 16 | 18    | 20     | 54    |
| 5    | Grècia     | 11 | 10    | 12     | 33    |
| 6    | Turquia    | 11 | 5     | 15     | 31    |
| 7    | Marroc     | 8  | 5     | 7      | 20    |
| 8    | Algèria    | 4  | 3     | 7      | 14    |
| 9    | Tunísia    | 4  | 1     | 4      | 9     |
| 10   | Egipte     | 1  | 8     | 11     | 20    |
| 11   | Líban      | 1  | 2     | 0      | 3     |
| 12   | Síria      | 0  | 3     | 2      | 5     |